# Rukun Makmur
Rukun Makmur is een bestuurslaag in het regentschap Banyuasin van de provincie Zuid-Sumatra, Indonesië. Rukun Makmur telt 981 inwoners (volkstelling 2010).